# Sabalia tippelskirchi
Sabalia tippelskirchi is een vlinder uit de familie herfstspinners (Brahmaeidae). De wetenschappelijke naam is voor het eerst geldig gepubliceerd in 1898 door Ferdinand Karsch.
De soort komt voor in het Afrotropisch gebied.